# Bubba Wells
Charles Richard Wells jr., detto Bubba (Russellville, 26 luglio 1974), è un ex cestista e allenatore di pallacanestro statunitense, professionista nella NBA.

## Carriera
È stato selezionato dai Dallas Mavericks al secondo giro del Draft NBA 1997 (34ª scelta assoluta).